# 18a edició dels Premis Sant Jordi de Cinematografia
La 18a edició dels Premis Sant Jordi de Cinematografia (aleshores oficialment Premios San Jorge) va tenir lloc el 23 d'abril de 1974, patrocinada pel "Cine Forum" de RNE a Barcelona dirigit per Esteve Bassols Montserrat i Jordi Torras i Comamala. L'entrega va tenir lloc a la Font del Lleó de la Torre Güell (Barcelona). Va presidir l'acte el ministre d'informació i turisme Pío Cabanillas Gallas, acompanyat pel subsecretari Marcelino Oreja Aguirre, el president de la Diputació de Barcelona Joan Antoni Samaranch, el Governador Civil de Barcelona Tomás Pelayo Ros, l'alcalde de Barcelona Enric Massó i Vázquez, el conseller del Regne Joaquim Viola i Sauret, el director general de cinematografia Rogelio Díez Alonso, el director general de Radiodifusió i televisió Juan José Rosón Pérez, el governador militar de Barcelona José Fullana Pons, el secretari general de la SGAE Federico Moreno Torroba i el delegat del Ministeri d'Informació i Turisme Juan Antonio Alberich Cid.

## Premis Sant Jordi
| Categoria                          | Premiat              | Labor premiada     |
| ---------------------------------- | -------------------- | ------------------ |
| Millor pel·lícula espanyola        | Corazón solitario    | Pel·lícula         |
| Millor pel·lícula estrenada        | F for Fake           | Orson Welles       |
| Millor interpretació espanyola     | José Sacristán       | Vida conyugal sana |
| Millor interpretació               | Lino Ventura         | La Bonne Année     |
| Millor pel·lícula infantil         | El príncipe valiente | Břetislav Pojar    |
| Millor curtmetratge                | Evolution            | Michael Mills      |
| Menció a la millor sala exhibidora | Cine Fantasio        | -                  |
| Premi a la millor sala especial    | Cine Ars             | -                  |
| Premi Especial del Jurat           | Miquel Porter i Moix | -                  |